# 清音駅
清音駅（きよねえき）は、岡山県総社市清音上中島にある、西日本旅客鉄道（JR西日本）・井原鉄道の駅である。

## 乗り入れ路線
JR西日本の伯備線と、井原鉄道の井原線が乗り入れる接続駅である。両線は当駅 - 総社駅間で同一線路を共有して、重複区間（別々の会社が同じ線路を持つ扱い）となっている。駅番号はJRの駅のみにJR-V06が割り当てられている。

## 歴史
- 1925年（大正14年）2月17日：国有鉄道伯備南線が倉敷駅 - 宍粟駅（現・豪渓駅）間で開業すると同時に設置[1]。
- 1928年（昭和3年）10月25日：線路名称改定。伯備南線が伯備線に改称され、当駅もその所属となる。
- 1971年（昭和46年）10月1日：貨物取扱い廃止[1]。
- 1984年（昭和59年）2月1日：荷物扱い廃止[1]。
- 1987年（昭和62年）4月1日：国鉄分割民営化により西日本旅客鉄道の駅となる[1]。
- 1992年（平成4年）11月1日：みどりの窓口営業開始。
- 1999年（平成11年）1月11日：井原鉄道井原線の総社駅 - 当駅 - 神辺駅間が開業[3]。
- 2007年（平成19年）
  - 6月27日：JR（西口）改札、井原鉄道側とのJR中間改札にICOCA対応の簡易型自動改札機導入。
  - 9月1日：ICカード「ICOCA」の利用が可能となる。
- 2010年（平成22年）2月1日：総社市による東口広場整備事業が完成。東口が設置され、使用を開始。井原鉄道跨線橋が東西自由通路となり、改札外のエレベーター、JR中間改札口の簡易型自動改札機が追加整備された。
- 2021年（令和3年）
  - 2月28日：この日をもってみどりの窓口が営業を終了[4][5][2]。無人化に伴い、駅スタンプの設置、「パーク&ライド」の営業を終了[4]。
  - 3月1日：JR西日本の駅がこの日より終日無人駅となる[2]。

## 駅構造

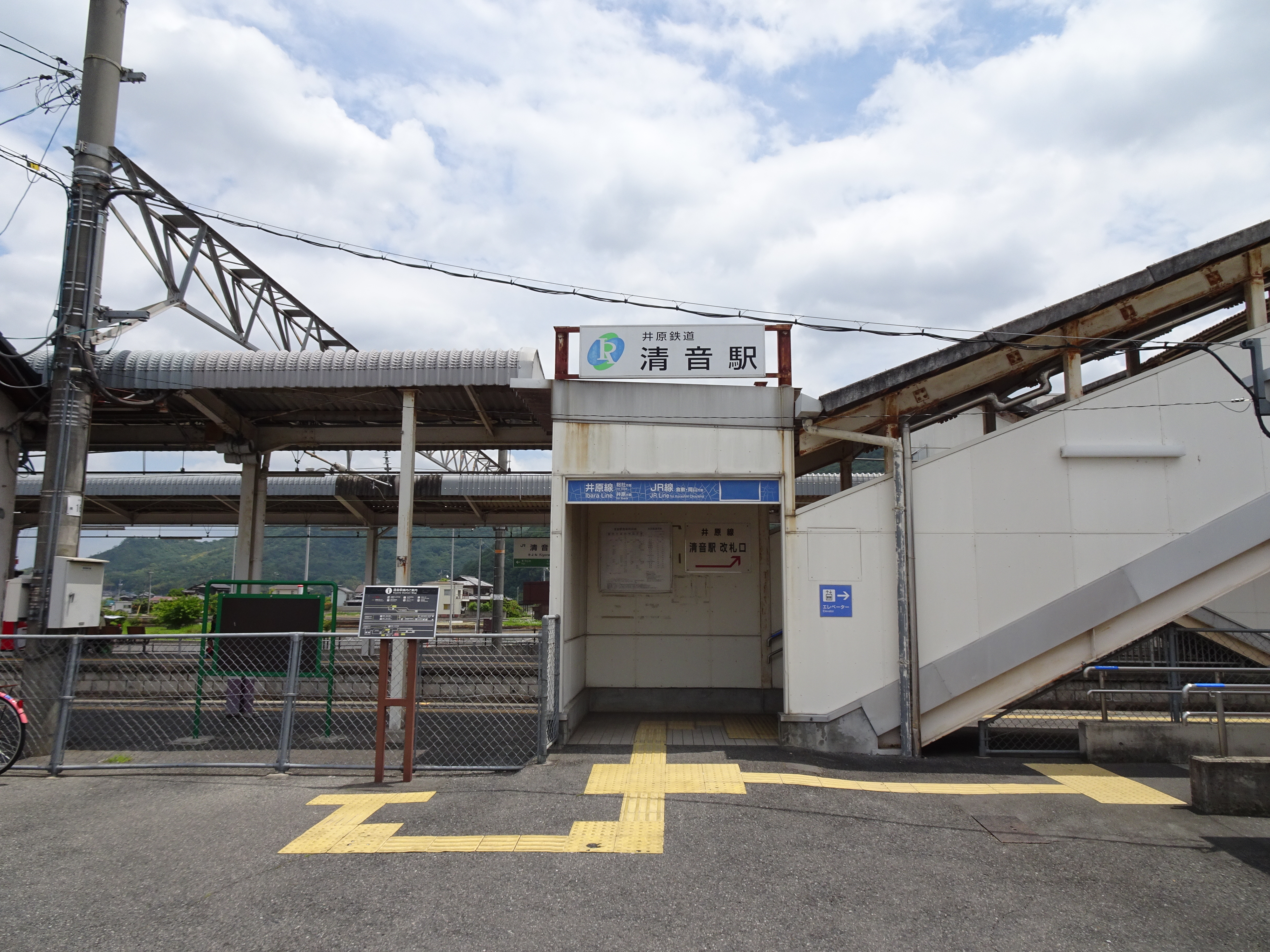
井原鉄道・清音駅の入口

地上駅。配線上は単式ホーム1面1線と島式ホーム1面2線の合計2面3線であるが、島式ホームのみ、1面の北側をJR線の1・2番線ホーム、南側を井原鉄道線の井原1・2番線ホームに分け、JR中間改札・井原鉄道駅舎で仕切ることにより、2面5線という使い方となっている。
JR駅舎は単式の3番のりば側（西口）に設けられ、島式ホームへは改札内外の2本の跨線橋で連絡している。井原鉄道駅舎は島式ホーム上、JR中間改札の南側にあり、改札外の跨線橋で東口・西口に連絡している。
JRの駅は倉敷駅が管理する無人駅である。
井原鉄道の駅は委託駅であり、2014年3月以前は携帯型乗車券類発行機で乗車券・入場券を発売していたが、2014年4月の消費税率引き上げに伴う運賃改定の際、印刷済みの常備券・補充券による発売に移行し、入場券は一旦発売を終了していた。
2016年7月頃にタブレット端末にプリンタを接続した乗車券類発行機で乗車券・入場券を発売するようになり、常備券での販売を終了した（矢掛駅・井原駅・神辺駅も同様。補充券については継続。）。
井原鉄道線とJR伯備線・上り（岡山方面）の乗り換えはJR中間改札経由の平面移動が可能であるが、井原鉄道線とJR伯備線・下り（高梁方面）の乗り換えは階段もしくはエレベーターで南北どちらかの跨線橋を渡らなければ行えない。
JR駅・井原鉄道駅とも、当初は西側からしか入ることができなかったが、2010年2月、南側の井原鉄道跨線橋を東側に伸ばすことで駅東口が設置された。東口整備事業の一環として島式ホーム上・井原鉄道駅舎の北側にもJRの簡易改札機と券売機が設置され、南側跨線橋から直接JR改札内へ入場することができるようになった。
JR線ではICOCAが利用可能（相互利用可能ICカードはICOCAの項を参照）。

### のりば
| のりば   | 路線                     | 方向                     | 行先                           | 備考         |
| JR西日本 | JR西日本                 | JR西日本                 | JR西日本                       | JR西日本     |
| -------- | ------------------------ | ------------------------ | ------------------------------ | ------------ |
| 1        | 伯備線                   | 上り                     | 倉敷・岡山・播州赤穂・相生方面 |              |
| 2        | （井原線列車の通過のみ） | （井原線列車の通過のみ） | （井原線列車の通過のみ）       |              |
| 3        | 伯備線                   | 下り                     | 備中高梁・新見・米子方面       |              |
| 井原鉄道 |                          |                          |                                |              |
| 1        | ■井原線                  | 下り                     | 井原・神辺方面                 | 一部列車のみ |
| 2        | ■井原線                  | 上り                     | 総社方面                       |              |
| 2        | ■井原線                  | 下り                     | 井原・神辺方面                 |              |

付記事項
- JR・井原鉄道の1・2番線は、それぞれ同一線路であるが、前述した通り、井原鉄道駅舎およびJR中間改札で区切られている。元々は駅舎側の下りホームを1番のりば（現在の3番のりば）として順に付番していたが、2019年3月16日のダイヤ改正に合わせて駅舎反対側から順に付番する形に変更された[注釈 3]。
- 原則として、3番線をJR伯備線下り列車、2番線を井原鉄道井原線上下線列車、1番線をJR伯備線上り列車が通る。以前は、当駅で特急の通過待ちを行うJR線列車が2番線に入っていたが、2009年（平成21年）10月のダイヤ修正では設定が無く、2番線は井原鉄道井原線の列車が通行するのみである。また、井原線の列車同士の行き違いがある場合は、下り列車が1番線、上り列車が2番線を使用する。
- 入線メロディは、JRが全ホームとも「汽車」のアレンジ、井原鉄道線ホームは同社オリジナルメロディ（井原鉄道全駅共通）である。

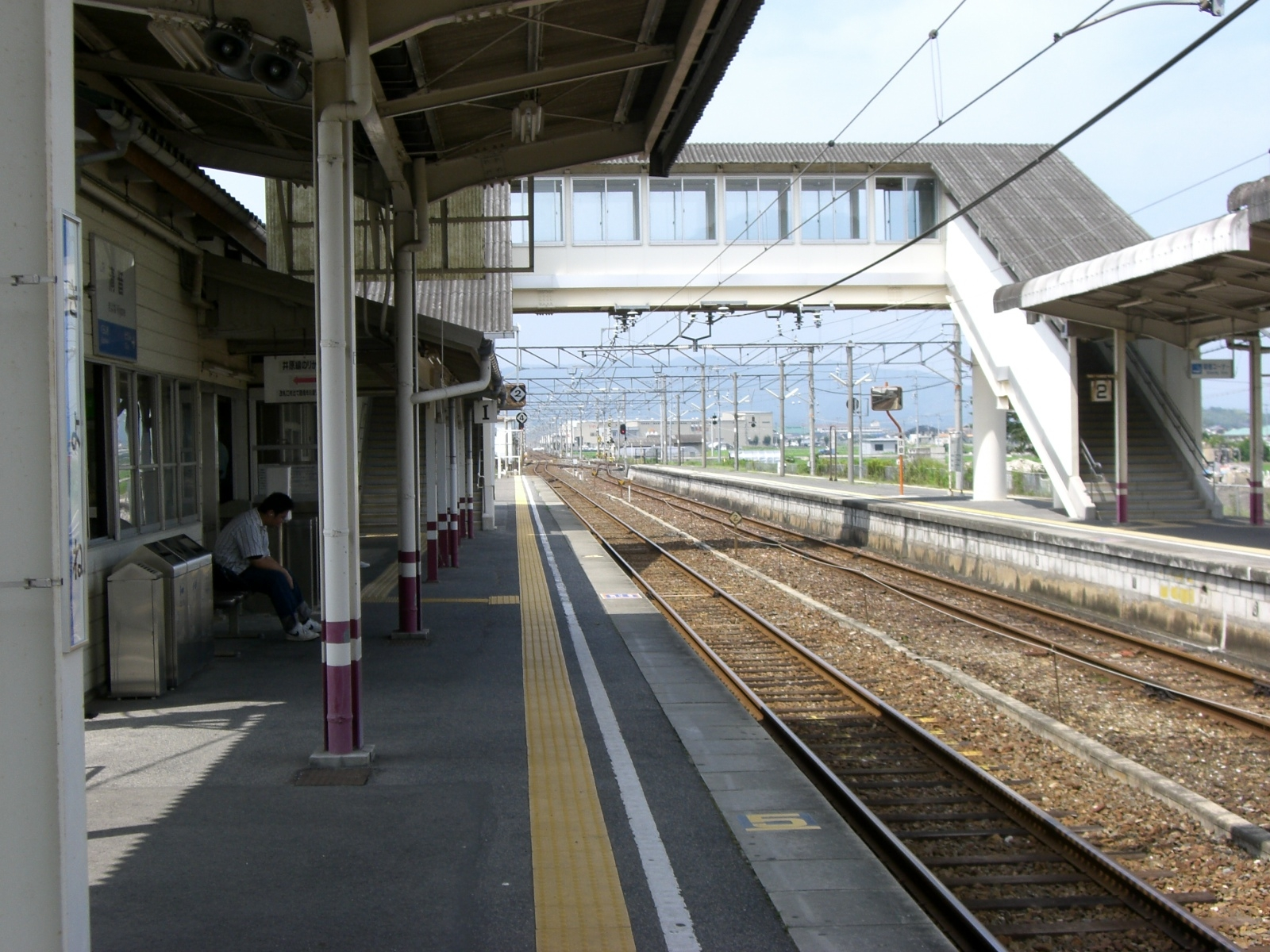
ホーム（備中高梁・総社方面） （2006年7月）
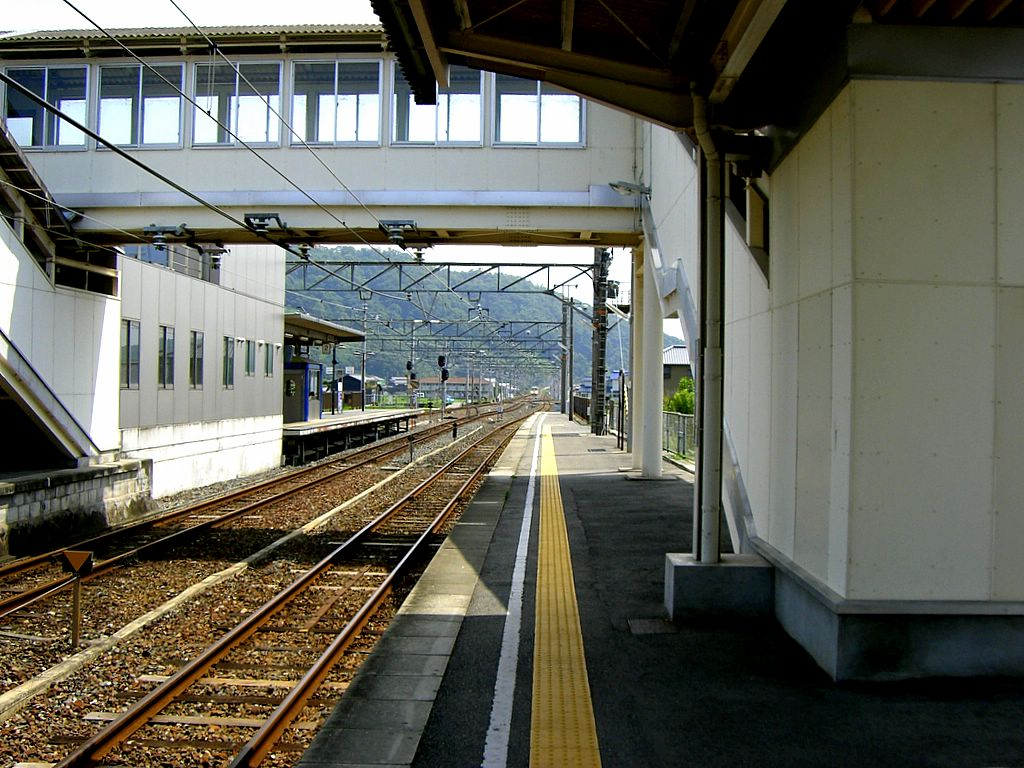
ホーム（倉敷・神辺方面） （2006年7月）

## 利用状況
JR西日本の一日平均乗車人員は以下の通りである。
井原鉄道井原線の2005、2007、2009、2011、2013、2014 - 2018年は乗降調査未実施のためデータなし。
| 年度 | 1日平均乗車人員 | 1日平均乗車人員 |
| 年度 | JR西日本        | 井原鉄道        |
| ---- | --------------- | --------------- |
| 1999 | 1,850           |                 |
| 2000 | 1,840           |                 |
| 2001 | 1,787           |                 |
| 2002 | 1,714           |                 |
| 2003 | 1,739           | 661             |
| 2004 | 1,731           | 594             |
| 2005 | 1,708           |                 |
| 2006 | 1,698           | 582             |
| 2007 | 1,692           |                 |
| 2008 | 1,688           | 604             |
| 2009 | 1,724           |                 |
| 2010 | 1,709           | 530             |
| 2011 | 1,739           |                 |
| 2012 | 1,793           |                 |
| 2013 | 1,858           | 641             |
| 2014 | 1,869           |                 |
| 2015 | 2,012           |                 |
| 2016 | 1,995           |                 |
| 2017 | 1,974           |                 |
| 2018 | 1,650           |                 |
| 2019 | 1,679           |                 |
| 2020 | 1,494           |                 |
| 2021 | 1,516           | 1,424           |

## 駅周辺
- 国道486号
- 岡山県道24号倉敷清音線
- 岡山県道189号清音停車場線
- 岡山県道270号清音真金線
- 金田一耕助の小径

## バス路線
現在はバスの乗り入れはないが、かつてはバスのりばが駅前にあり、以下の路線が乗り入れていた。
- JRバス中国 - 大阪駅・USJ行き（吉備エクスプレス大阪号） 
  - 中国ジェイアールバス運行便のみ乗り入れていたが、運行区間短縮により2009年9月30日をもって乗り入れ終了。
- 井笠鉄道 - 倉敷駅北口行き、備中箭田・矢掛行き
  - 井笠鉄道のバス事業廃業により、2012年10月31日をもって運行終了。井笠鉄道に移管前は中国ジェイアールバス矢掛線だった。

## 隣の駅
西日本旅客鉄道（JR西日本）
 伯備線
倉敷駅 (JR-V05) - 清音駅 (JR-V06) - 総社駅 (JR-V07)
井原鉄道
■井原線
総社駅 - 清音駅 - 川辺宿駅
- 当駅 - 総社駅間は井原鉄道井原線の第2種鉄道事業区間でもある。

## 関連項目

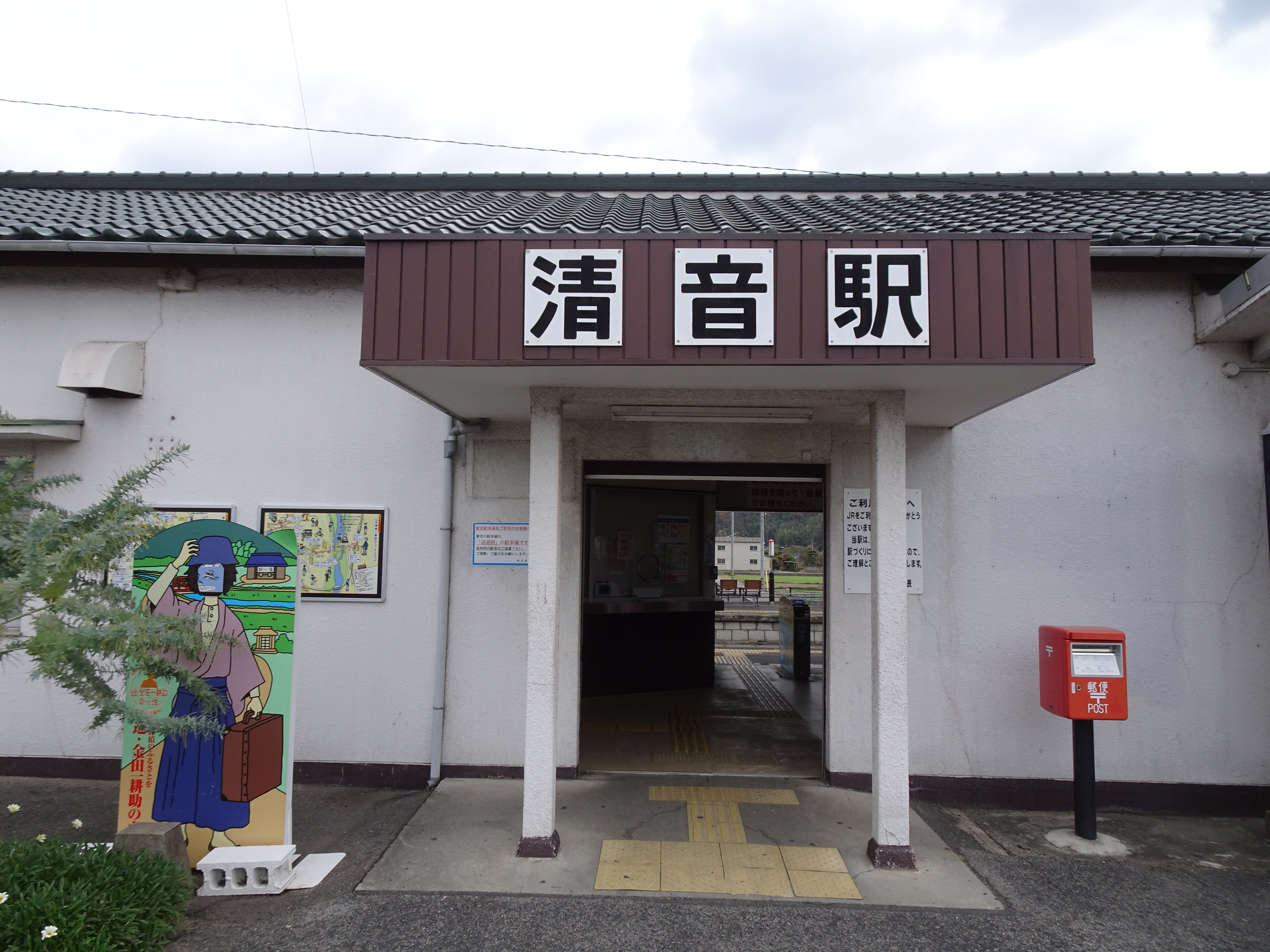
清音駅前。左側に金田一耕助の顔出しパネルが立てられている。